# Comarca's van Valencia
De comarca's van Valencia vormen een bestuurlijke laag tussen de gemeenten en de provincie. Hun indeling dient voor de toedeling van lokale voorzieningen, zoals onderwijs en gezondheidszorg, door het provinciaal bestuur (de Generalitat Valenciana), maar de comarca's zelf hebben geen afzonderlijke organisatie of vertegenwoordiger. Sinds 2007 kent de provincie Valencia 34 comarca's, waaronder de hoofdstad Valencia.
De onderverdeling van de provincie in comarca's bestaat in formele zin sinds 1987 met de goedkeuring door de Generalitat van het Decreto del Gobierno Valenciano, nummer 170 van 28 oktober 1985, inhoudende de Demarcaciones Territoriales Homologadas (DTH).

## Comarca's van Valencia
| Comarca                              | Bevolkingsaantal | Oppervlak (km2) | Dichtheid |
| ------------------------------------ | ---------------- | --------------- | --------- |
| Alcalatén                            | 17.226           | 603             | 28,55     |
| Alto Maestrazgo (Alt Maestrat)       | 7.846            | 662,90          | 12,01     |
| Alto Mijares                         | 4.386            | 667,40          | 6,77      |
| Alto Palancia                        | 24.732           | 964,90          | 25'63     |
| Alto Vinalopó (Alt Vinalopó)         | 52.899           | 645,00          | 78,52     |
| Bajo Maestrazgo (Baix Maestrat)      | 80.334           | 1.221,40        | 65,79     |
| Bajo Vinalopó (Baix Vinalopó)        | 279.815          | 489,20          | 572,3     |
| Campo de Alicante (Alacantí)         | 455.292          | 673,57          | 675,9     |
| Campo de Morvedre (Camp de Morvedre) | 85.355           | 271,10          | 308,47    |
| Campo de Turia (Camp de Túria)       | 135.373          | 814,90          | 164,28    |
| Canal de Navarrés                    | 17.691           | 709,30          | 24,94     |
| Condado de Cocentaina (Comtat)       | 27.854           | 376,40          | 73,98     |
| Costera                              | 72.089           | 528,10          | 136,50    |
| Huerta Norte (Horta Nord)            | 209.519          | 140,40          | 1.492,30  |
| Huerta Oeste (Horta Oest)            | 331.698          | 187,30          | 1.770,94  |
| Huerta Sur (Horta Sud)               | 163.253          | 165,70          | 982,97    |
| Hoya de Alcoy (L'Alcoià)             | 110.877          | 539,70          | 205,44    |
| Hoya de Buñol                        | 39.768           | 817,30          | 48'65     |
| Marina Alta                          | 188.567          | 759,30          | 248,34    |
| Marina Baja (Marina Baixa)           | 179.546          | 578,80          | 310,20    |
| Plana Alta                           | 248.098          | 957,30          | 259,19    |
| Plana Baja (Plana Baixa)             | 185.986          | 605,20          | 307,41    |
| Requena-Utiel                        | 39.386           | 1.725,90        | 22,82     |
| Los Puertos de Morella (Els Ports)   | 5.262            | 903,90          | 5,82      |
| Ribera Alta                          | 216.211          | 1011,50         | 213,75    |
| Ribera Baja (Ribera Baixa)           | 80.360           | 280,36          | 286,63    |
| Rincón de Ademuz                     | 2.605            | 370,10          | 7'03      |
| Safor                                | 176.238          | 429,60          | 410,23    |
| Los Serranos                         | 17.936           | 1.400,10        | 12,76     |
| Valencia (València)                  | 797.654          | 134,60          | 5.923,91  |
| Valle de Albaida (Vall d'Albaida)    | 90.783           | 721,60          | 125,80    |
| Valle de Ayora                       | 10.566           | 1.141,20        | 9,25      |
| Vega Baja del Segura                 | 361.292          | 957,30          | 377,40    |
| Vinalopó Medio (Vinalopó Mitjà)      | 168.532          | 798,60          | 211,03    |
| Totalen                              | 4.885.029        | 23.253,30       | 210,07    |